# بوتينيانو
بوتينيانو (بالإيطالية: Putignano)‏ هي بلدة وبلدية في مقاطعة باري في إقليم بوليا في جنوب إيطاليا.

## السكان
في سنة 1861 بلغ عدد السكان 10٬090 نسمة، وتطور العدد ليصل في سنة 2011 لـ 27٬083 نسمة.
يظهر هذا المخطط البياني تطور النمو السكاني لـ بوتينيانو

## توأمة
لبوتينيانو اتفاقيات توأمة مع كل من:
- فيساليا
- غوخ

## أعلام
- جوسيبي بوليسي
- ريناتو أوليف